# Haverstock (Londres)
Pour les articles homonymes, voir Haverstock.
Haverstock est une zone et une circonscription électorale dans le Borough londonien de Camden de Londres.  Son centre se situe sur Haverstock Hill et Chalk Farm, limité par Gospel Oak au nord ; Kentish Town à l'est ; Camden Town au sud et Swiss Cottage à l'ouest.

## Histoire
Des habitations occupent ce lieu depuis les années 1500,  Haverstock Hill étant l'une des routes principales venant de Londres pour se rendre à Hampstead et au nord de l'Angleterre.

## Géographie
La partie occidentale de la colline est très riche. Dans la partie orientale se trouve le Queen's Crescent Market.  On trouve une importante proportion de maison à loyer modéré. La population est diversifiée et de nombreuses minorités venant d'Afrique, de la Jamaïque, de l'Amérique du Sud ou de l'Europe de l'Est s'y retrouvent.

## Habitants notables
- Lindsay Duncan, actrice
- Denis Lawson, acteur
- Hilton McRae, acteur
- Billie Piper, actrice et chanteuse
- Leonard Whiting, acteur
- George et Weedon Grossmith, auteur du Journal d'une personne de rien (The Diary of a Nobogy) se sont élevés sur Haverstock Hill.

## Politique
Haverstock est représenté par 3 conseillers municipaux au Borough de Camden.